# Pukateína
Pukateína es un alcaloide que se encuentra en la corteza del árbol neozelandés Laurelia novae-zelandiae ("Pukatea"). Un extracto del pukatea se usa en el herbalismo tradicional maorí como un analgésico, y se cree que la pukateína es el componente activo, ya que es similar tanto en estructura y actividad a alcaloides tales como la tales como la glaucina y la tetrahidropalmatina que se encuentran en hierbas medicinales chinas que se usan como analgésicos. La pukateína tiene múltiples mecanismos de acción, con los efectos más prominentes siendo un agonista en el receptor de dopamina D2 y antagonista en el Receptor adrenérgico α1.